# Subaru Delivery Van
Der Subaru Leone Delivery Van war ein kleiner Lieferwagen und Kombinationskraftwagen, der lediglich in Asien angeboten wurde.
Die Subaru L-Serie wurde von Subaru seit langem (auch in Europa) als verblechter Kastenwagen oder als  Kombi ohne Sitze neben dem normalen Kombi angeboten. Nach dem Auslaufen der Leone/L-Serie 1994 wollte Subaru auch weiterhin das in Japan sehr gefragte Segment nach Lieferwagen auf PKW-Basis bedienen. Da aber der Nachfolger Subaru Forester nicht die gewünschte Größe hatte, bediente man sich mittels Badge-Engineering bei Nissan.
So basierte die 1. Generation auf dem Nissan Sunny Y10 Kombi und wurde von 1994 bis 1999 angeboten. Die 2. Generation basierte auf dem Nissan Wingroad und wurde von 1999 bis 2001 angeboten.

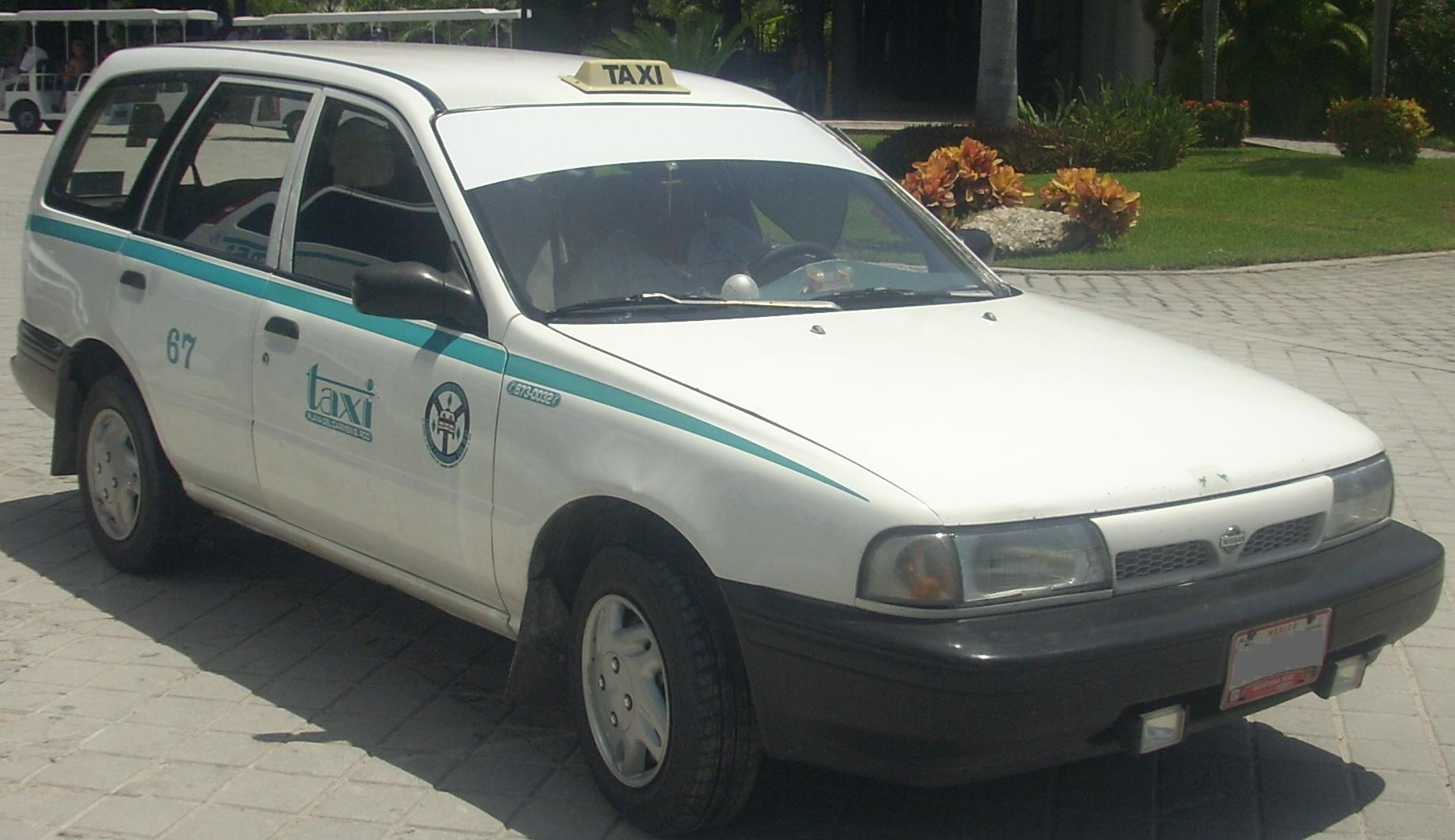
Nissan Sunny Y10, bzw. Subaru Leone Delivery Van I

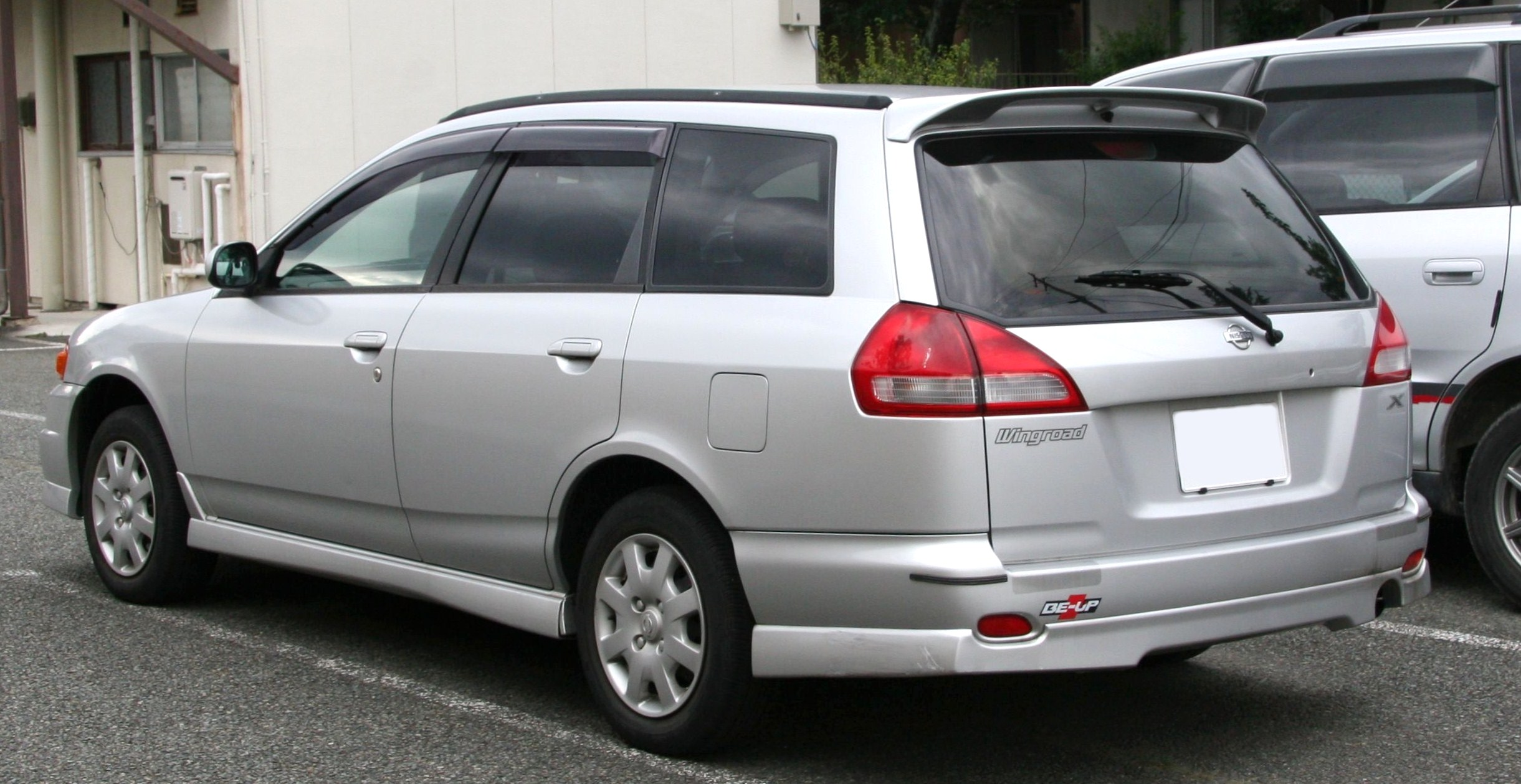
Nissan Wingroad, bzw. Subaru Leone Delivery Van II